# Lista odcinków serialu Grzmotomocni
W artykule znajduje się lista odcinków serialu Grzmotomocni, który emitowany jest w USA od 14 października 2013 roku na amerykańskim Nickelodeon, a w Polsce od 30 marca 2014 roku na kanale Nickelodeon Polska.

## Serie
| Seria             | Odcinki | Premiera serii       | Finał serii          | Premiera serii    | Finał serii          |
| ----------------- | ------- | -------------------- | -------------------- | ----------------- | -------------------- |
| 1                 | 20      | 14 października 2013 | 14 czerwca 2014      | 30 marca 2014     | 18 października 2014 |
| 2                 | 25      | 13 września 2014     | 28 marca 2015        | 29 listopada 2014 | 18 września 2015     |
| 3                 | 24      | 27 czerwca 2015      | 13 sierpnia 2016     | 10 stycznia 2016  | 13 listopada 2016    |
| Odcinek Specjalny | 1       | 10 października 2016 | 10 października 2016 | 10 grudnia 2016   | 10 grudnia 2016      |
| 4                 | 29      | 22 października 2016 | 25 maja 2018         | 26 marca 2017     | 16 listopada 2018    |
| Odcinek Specjalny | 1       | 22 maja 2018         | 22 maja 2018         | –                 | –                    |

## Lista odcinków

### Seria 1 (2013–14)
- Ten sezon liczy 20 odcinków.
- Wszyscy główni bohaterowie pojawiają się we wszystkich odcinkach.

| 1 | Sami w domu Adventures in Supersitting                  | Bob Koherr        | Jed Spingarn                     | 14 października 2013 | 30 marca 2014        |
| Phoebe i Max Grzmotomocni muszą zaopiekować się młodszym rodzeństwem, Billym i Norą, podczas gdy ich rodzice, Hank i Barb idą na kolację. Phoebe, aby ukryć rodzinną tajemnicę o nadzwyczajnych mocach, postanawia zaprosić swoją najlepszą przyjaciółkę Cherry. Dziewczyna przypadkowo odkrywa ich rodzinny sekret. |                                                         |                   |                                  |                      |                      |
| 2 | Kto kogo? Phoebe vs. Max                                | Jonathan Judge    | Dan Cross, David Hoge            | 2 listopada 2013     | 5 kwietnia 2014      |
| Max robi Phoebe kawał w dniu zdjęć w szkole, więc ta planuje zemstę. Wkrótce rozpętuje się między nimi wojna na żarty. Phoebe chce ją zakończyć. Tymczasem Hank i Barb wypróbowują nowe metody wychowawcze na Billym i Norze. Pragną nauczyć ich wykonywania obowiązków domowych. |                                                         |                   |                                  |                      |                      |
| 3 | Goście Dinner Party                                     | Victor Gonzalez   | Jed Spingarn                     | 9 listopada 2013     | 12 kwietnia 2014     |
| Phoebe zaprasza do domu swojego nowego kolegę – Cole’a, jego rodziców oraz siostrę. Kiedy jednak dowiaduje się, że jest bardzo bogaty, postanawia udawać przed nim równie elegancką. Hank i Barb udają, że są posiadaczami jachtu oraz kilkunastu willi, zaś Billy i Nora udają ich miniobsługę. Tymczasem Max umawia się z siostrą Cole’a, Tarą. |                                                         |                   |                                  |                      |                      |
| 4 | Turniej matematyczny Report Card                        | Jonathan Judge    | Nancy Cohen                      | 16 listopada 2013    | 13 kwietnia 2014     |
| Max fałszuje swoje oceny na świadectwie, by przypodobać się rodzicom. Okazuje się jednak, że z powodu tak wysokich stopni, będzie musiał opuścić starą klasę i przenieść się do klasy matematycznej Phoebe. Wkrótce rodzeństwo rywalizuje w turnieju. Tymczasem Hank, Billy i Nora, próbują schwytać złodzieja gazet. |                                                         |                   |                                  |                      |                      |
| 5 | Dzień wagarowicza Ditch Day                             | David Kendall     | Dicky Murphy                     | 23 listopada 2013    | 10 maja 2014         |
| Phoebe i Max są zmuszeni spędzić dzień wagarowicza w szkole. Phoebe, by zaliczyć stu-procentową frekwencję, Max zaś ma karę za swoje ostatnie wybryki. Ale rodzeństwu w klasie się nudzi, więc zamrażają nauczycielkę i szaleją na szkolnym korytarzu. Wkrótce okazuje się, że w szkole są kamery. Nic w tym dziwnego, tylko tyle, że Phoebe i Max podczas zabawy używali swoich mocy. Teraz bliźnięta, z pomocą Billy’ego i Nory, muszą usunąć demaskujące ich nagranie. Tymczasem Barb nabawia się kataru, a Hank zakochuje się w filmie opowiadającym o kotach, które wyleciały w kosmos. |                                                         |                   |                                  |                      |                      |
| 6 | Pierwsza praca This Looks Like a Job For...             | Robbie Countryman | Anthony Q. Farrell               | 30 listopada 2013    | 24 maja 2014         |
| Phoebe i Max bardzo chcą mieć me-phony, jednak rodzice twierdzą, że sami muszą na nie zapracować. Tymczasem Billy i Nora, wykorzystując fakt, że Barb jest świetna w układaniu kubeczków, mają nieco lepszy pomysł na zdobycie me-phonów... |                                                         |                   |                                  |                      |                      |
| 7 | Muchołówka Weekend Guest                                | David Kendall     | Dan Serafin                      | 7 grudnia 2013       | 3 maja 2014          |
| Phoebe zabiera do domu szkolną muchołówkę. Max przeprowadza na niej swoje eksperymenty, co kończy się tym, że roślina opanowuje cały dom, pożera Colosso, oraz chwyta Billy’ego i Norę. Rodzeństwo musi ją powstrzymać, i to przed powrotem rodziców. |                                                         |                   |                                  |                      |                      |
| 8 | Przewodniczący-Przewodnicząca You Stole My Thunder, Man | Shannon Flynn     | Sean W. Cunningham, Marc Dworkin | 7 grudnia 2013       | 14 czerwca 2014      |
| Max wygrywa w szkolnych wyborach, do których Phoebe bardzo pracowicie się przygotowywała. Bliźniaczka nie daje za wygraną i planuje zemstę. |                                                         |                   |                                  |                      |                      |
| 9 | Piknik naukowy i klub książki Weird Science Fair        | Jonathan Judge    | Mike Alber, Gabe Snyder          | 4 stycznia 2014      | 26 kwietnia 2014     |
| Phoebe i Max ponownie zaczynają ze sobą rywalizować, kiedy pomagają Billy’emu i Norze w przygotowaniach do szkolnego pikniku naukowego. Tymczasem Barb próbuje przyłapać Hanka na przepisywaniu jej notatek na potrzebę klubu książki. |                                                         |                   |                                  |                      |                      |
| 10 | Pięść na łobuza Crime After Crime                       | Shannon Flynn     | Lisa Muse Bryant                 | 11 stycznia 2014     | 30 sierpnia 2014     |
| W sąsiedztwie domu Grzmotomocnych grasuje wandal. Hank organizuje sąsiedzką straż, która ma go powstrzymać. Max bierze winę na siebie, aby ukryć własny sekret, ale Phoebe wie, że brat jest niewinny. Grzmotomocni muszą złapać prawdziwego przestępcę. |                                                         |                   |                                  |                      |                      |
| 11 | Kometa Achillesa Going Wonkers                          | Robbie Countryman | Jay J. Demopoulos                | 8 lutego 2014        | 31 maja 2014         |
| Phoebe bardzo się cieszy, kiedy Cole zaprasza ją na szkolny bal. Jej szczęście nie trwa jednak długo. Okazuje się, że obok Ziemi przelatuje Kometa Achillesa i dopóki nie przeleci, to znaczy w ciągu 10 godzin moce Grzmotomocnych będą wariować. Phoebe jest smutna, ponieważ musi trzymać się Maxa na metr, a on nie wybiera się na dyskotekę. Rodzice, którym szkoda jest Phoebe, podpuszczają Maxa i ten postanawia iść na imprezę i trzymać się blisko siostry. W tym czasie reszta rodziny próbuje opanować swoje zdolności.                                                          |                                                         |                   |                                  |                      |                      |
| 12 | Rocznica Restaurant Crashers                            | Trevor Kirschner  | Dicky Murphy                     | 15 lutego 2014       | 7 czerwca 2014       |
| Hank chce zrobić Barb niespodziankę z okazji ich rocznicy i kupuje jej samochód. Niestety, podczas pobytu rodziców w restauracji, rodzeństwo niszczy prezent dla mamy. Jedyna nadzieja w krewnym rodziny, zamożnym Bułku. On jednak stawia warunki a czasu jest niewiele. |                                                         |                   |                                  |                      |                      |
| 13 | Grzmotozmysł Thundersense                               | Jonathan Judge    | Dan Serafin                      | 15 marca 2014        | 6 września 2014      |
| Phoebe zdobywa umiejętność przeczuwania niebezpieczeństwa. Postanawia zrobić wrażenie na kolegach z klasy. Max udaje, że nie zdobył żadnej nowej mocy, żeby dostać od Barb prezenty na pocieszenie. |                                                         |                   |                                  |                      |                      |
| 14 | Klon Phoebe Phoebe’s a Clone Now                        | David Deluise     | Jenn Lloyd, Kevin Bonani         | 15 marca 2014        | 17 maja 2014         |
| Phoebe bierze sobie na barki za dużo obowiązków i w efekcie czego nie radzi sobie z żadnym. Max, chcąc jej pomóc, tworzy jej sobowtór. Jednak, przez pewne uderzenie, kopia siostry zaczyna dziwnie się zachowywać. Bliźnięta muszą powstrzymać niesfornego klona, nim zniszczy on pokaz talentów Billy’ego i Nory. |                                                         |                   |                                  |                      |                      |
| 15 | Urodziny bliźniąt Have an Ice Birthday                  | Tim Ryder         | Sean W. Cunningham, Marc Dworkin | 22 marca 2014        | 13 września 2014     |
| Bliźnięta obchodzą urodziny. Mają jednak dosyć dziecinnych zabaw Hanka i Barb oraz młodszych dzieci i postanawiają zrobić sobie własną imprezę w Wong’s Pizza Palace. Impreza wymyka się jednak spod kontroli. Tymczasem Hank i Barb, przerażeni myślą, że bliźnięta zaczynają dorastać, przesadnie angażują się w życie Billy’ego i Nory, by nie stracić wspólnych chwil. |                                                         |                   |                                  |                      |                      |
| 16 | Nocowanie Nothing to Lose Sleepover                     | Sean Mulcahy      | Gigi McCreery, Perry Rein        | 26 kwietnia 2014     | 20 września 2014     |
| Phoebe po raz pierwszy urządza nocowanie dla koleżanek. Zostaje jednak przyłapana na używaniu telekinezy. Spotyka ją za to kara w postaci bransoletki założonej na kostkę, blokującej jej moce. Tylko Max może pomóc dziewczynie. On jednak ma inne plany. |                                                         |                   |                                  |                      |                      |
| 17 | Chóralna matma Pretty Little Choirs                     | Shannon Flynn     | David Hoge, Dan Cross            | 3 maja 2014          | 27 września 2014     |
| Phoebe bardzo chce otrzymać partię solową na zajęciach z chóru. Pojawia się jednak konkurencja, wredna Weronika. Phoebe dowiaduje się, jak może ją pokonać, jednak potrzebuje pomocy Maxa. Tymczasem Barb ma świra na punkcie swojej fryzury, a Billy i Nora nie mogą znaleźć Doktora Colosso. Okazuje się, że został on porwany. |                                                         |                   |                                  |                      |                      |
| 18 | Grzmotomocni doktorzy Paging Dr. Thunderman             | Robbie Countryman | Jed Spingarn                     | 3 maja 2014          | 4 października 2014  |
| Rodzice zawożą Norę do prestiżowej szkoły dla dziewcząt, do której bardzo chcą by się dostała, więc Phoebe i Max muszą zostać z Billym. Niestety, podczas zabawy chłopiec rani sobie kciuk. Trafia do szpitala, a tam Max mdleje na widok igły. Rodzeństwo musi zdobyć jego rentgen, nim lekarz go zobaczy, bo wtedy ten odkryłby płat supermocy w jego mózgu. |                                                         |                   |                                  |                      |                      |
| 19 | Dokąd na wakacje? Up, Up, And Vacay                     | Jonathan Judge    | Anthony Q. Farrell               | 31 maja 2014         | 18 października 2014 |
| Grzmotomocni postanawiają wziąć udział w zawodach, w których do wygrania są wakacje. Problem tylko w tym, że dziewczyny chcą jechać na zamki, a chłopcy na plażę. Rodzina podzieli się więc na dwa zespoły. Jak daleko zabrnie ta rywalizacja? Czyżby zanosiło się na to, że wygrają Petersonowie? Odcinek posiada dwa różne zakończenia. - Zakończenie 1:Podczas biegu, kokarda Nory wypada za linię mety, dziewczyny wygrywają i Grzmotomocni jadą na zamki. - Zakończenie 2:Hank przerzuca Maxa przez metę, chłopcy wygrywają i Grzmotomocni jadą na plażę.                               |                                                         |                   |                                  |                      |                      |
| 20 | Tata chemik Breaking Dad                                | Shannon Flynn     | Jed Spingarn                     | 14 czerwca 2014      | 11 października 2014 |
| Nowym nauczycielem Phoebe i Maxa zostaje Hank. Niestety, pod wpływem magicznych kanapek mężczyzna zasypia w szkole. Bliźniaki muszą coś wymyślić, by nie stracił pracy. |                                                         |                   |                                  |                      |                      |

### Seria 2 (2014–15)
- Ten sezon liczy 25 odcinków (w wersji amerykańskiej liczy 24).
- W sezonie pojawia się halloweenowy crossover z serialem Nawiedzeni.

| 21 | Grzmotowóz Thunder Van                                                   | Jonathan Judge    | Lisa Muse Bryant                      | 13 września 2014     | 13 grudnia 2014     |
| Hank przywozi dla Phoebe Grzmotowóz z Metroburga, aby dziewczyna mogła kontynuować szkolenie superbohaterki. Kiedy cała czwórka dzieciaków wślizguje się do auta, aby załapać się na swobodną przejażdżkę, Hank organizuje im jazdę, jakiej nigdy nie zapomną. |                                                                          |                   |                                       |                      |                     |
| 22 | Superherosi i Rysio Four Supes and a Baby                                | Jonathan Judge    | Dan Serafin                           | 20 września 2014     | 29 listopada 2014   |
| Phoebe, by zaimponować Dylanowi, mówi mu, że chodzi do parku z Billym i Norą. Wkrótce spotykają się tam na randce. Jednak po powrocie do domu, Maxa, Billy’ego i Norę czekać będzie niespodzianka. Tymczasem Hank i Barb kupują za dużo towaru w Grosiku, więc muszą wrócić do sklepu i oddać część rzeczy. |                                                                          |                   |                                       |                      |                     |
| 23 | Sługi Max’s Minions                                                      | Sean Mulcahy      | Anthony Q. Farrell                    | 27 września 2014     | 27 grudnia 2014     |
| Max zdobywa trzech nowych fanów, Lionela, Jake’a oraz Toma, którzy zaczynają mu usługiwać, ponieważ są w niego wpatrzeni i chcą być mistrzami żartu, tak jak on. Tymczasem Phoebe cieszy się, że rodzice pozwolą jej wyjść w weekend do klubu, jednak kiedy dowiaduje się, ile musi wcześniej wykonać obowiązków, stwierdza, że nie da rady. Ale Phoebe też może mieć sługi, na przykład Billy’ego i Norę... |                                                                          |                   |                                       |                      |                     |
| 24 | Łobuziara Pheebs Will Rock You                                           | Robbie Countryman | Sean W. Cunningham, Marc Dworkin      | 4 października 2014  | 15 lutego 2015      |
| Phoebe jest zakochana w nowym koledze Maxa, Ostrygu. Postanawia zmienić dla niego swój image i udaje przed nim łobuziarę. Tymczasem Barb bardzo chce się dostać do zespołu Maxa, a Hank idzie do szkoły Nory i Billy’ego na dzień kariery. |                                                                          |                   |                                       |                      |                     |
| 25 | Nawiedzeni Grzmotomocni, część pierwsza The Haunted Thundermans Part One | Trevor Kirschner  | Jed Springarn                         | 11 października 2014 | 4 lipca 2015        |
| Z więzienia ucieka Zielony Duch, największy przestępca, którego Hank pokonał dawno temu. Grzmotomocni muszą pojechać do Nowego Orleanu, by przesłuchać Louie’ego, a tam poznają Hathawayów i Prestonów. |                                                                          |                   |                                       |                      |                     |
| 26 | Niszczka Shred It Go                                                     | David Kendall     | Sasha Stroman                         | 1 listopada 2014     | 8 lutego 2015       |
| Hank kupuje nową niszczarkę, przez co Nora zostaje odsunięta od swoich dawnych obowiązków. Tymczasem Phoebe bardzo zależy, by zdobyć bilety na koncert ulubionej kapeli. Kiedy jednak w końcu udaje jej się je wygrać, Max kradnie je, by zaprosić na koncert Cassandrę. Wieczór Phoebe okazuje się być jednak o wiele fajniejszy. Gość specjalny: MKTO jako oni sami Piosenka: American Dream |                                                                          |                   |                                       |                      |                     |
| 27 | Zrobieni na niebiesko Blue Detective                                     | Alex Zamm         | Sean W. Cunningham, Mark Dworkin      | 8 listopada 2014     | 12 kwietnia 2015    |
| Max pada ofiarą nieciekawego kawału, przez co jego skóra zmienia kolor na niebiesko. Ale kto mógł zmienić go w smerfa? Czyżby mama w ramach zemsty za oddanie jej ukochanej bransoletki? Czyżby tata za zabranie ukochanej sznytki? Billy, bo nie dostał się do Cukierkowa? Nora za ubrudzenie jej kokardy? A może zazdrosny Colosso? A może to sprawka Phoebe? Ale jak Phoebe mogła to zrobić, skoro sama jest niebieska... Śledztwo okaże się interesujące... |                                                                          |                   |                                       |                      |                     |
| 28 | Nie ufaj cheerleaderkom Cheer and Present Danger                         | Jonathan Judge    | Jed Spingarn                          | 15 listopada 2014    | 6 grudnia 2014      |
| Phoebe bardzo chce dostać się do cheerleaderek, jednak te wybierają tylko Cherry. Wkrótce okazuje się, że chcą jej zrobić bardzo brzydki kawał. Ale co Phoebe może zrobić, skoro Cherry jej nie wierzy? To proste:zapobiec ośmieszeniu przyjaciółki... |                                                                          |                   |                                       |                      |                     |
| 29 | Dzieła sztuki Change of Art                                              | Carl Lauten       | David Hoge, Dan Cross                 | 22 listopada 2014    | 20 grudnia 2014     |
| Billy oferuje Phoebe pomoc w realizacji szkolnego projektu związanego ze sztuką. Kiedy dziewczyna orientuje się, że Billy zabrał dzieło sztuki z muzeum, razem z Maxem muszą wślizgnąć się do muzeum, odłożyć dzieło na miejsce i nie dać się złapać. |                                                                          |                   |                                       |                      |                     |
| 30 | Zimowa Grzmotokraina Winter Thunderland                                  | Michael Shea      | Wesley Johnson, Scott Taylor          | 29 listopada 2014    | 22 lutego 2015      |
| Max i w tym roku postanawia zniszczyć rodzinne święta. Jednak tym razem trzy duchy, to znaczy modny Duch Przeszłych Świąt, wesoły Duch Obecnych oraz tajemniczy Duch Przyszłych Świąt postanawiają ukazać mu prawdziwy sens gwiazdki. Odcinek został stworzony na podstawie książki „Opowieść Wigilijna”. |                                                                          |                   |                                       |                      |                     |
| 31 | Nastoletni rodzice Parents Just Don’t Thunderstand                       | David Kendall     | Dicky Murphy                          | 24 stycznia 2015     | 1 lutego 2015       |
| Bliźnięta bardzo chcą iść na imprezę, jednak rodzice im nie pozwalają. Co więc zostaje? Pokazać rodzicom, jak to jest być nastolatkiem. Tymczasem Billy i Nora świetnie bawią się u kuzyna Bułka. |                                                                          |                   |                                       |                      |                     |
| 32 | Złomocni Meet the Evilmans                                               | Sean Mulcahy      | Sasha Stroman                         | 23 lutego 2015       | 3 maja 2015         |
| Phoebe zapoznaje się z Linkiem, który widział jak używa swoich mocy. Okazuje się, że chłopak również posiada nadprzyrodzone zdolności. Phoebe umawia się z nim na randkę. Jednak sprawa zaczyna się komplikować, gdy okazuje się, że Link jest synem największego wroga Hanka. |                                                                          |                   |                                       |                      |                     |
| 33 | Jak popsuć przyjaźń? The Neverfriending Story                            | Shannon Flynn     | Sona Panos                            | 24 lutego 2015       | 26 kwietnia 2015    |
| Phoebe i Max nie mogą dopuścić do tego, by Cherry i Kelsey zaprzyjaźniły się z Ostrygiem i Gideonem. Ale jak ich rozdzielić, zajmując się maluchami i tak by nie przyłapali ich rodzice... |                                                                          |                   |                                       |                      |                     |
| 34 | Porażka You’ve Got Fail                                                  | Shannon Flynn     | Lisa Muse Bryant                      | 25 lutego 2015       | 5 kwietnia 2015     |
| Max nagrywa Phoebe, gdy przewraca się w domu i udostępnia to nagranie na Ćwierkaczu, by uzyskać 10 000 dolarów. Phoebe usuwa nagranie, więc Max planuje coś równie upokarzającego. Tymczasem Billy, Nora i Hank zarażają się wysypką z pewnej niebezpiecznej roślinki, której dotknęli, mimo zakazu Barb. |                                                                          |                   |                                       |                      |                     |
| 35 | Luksusowy debel Doubles Troubles                                         | Jonathan Judge    | Anthony Q. Farrell i Lisa Muse Bryant | 26 lutego 2015       | 9 września 2015     |
| Phoebe zamierza dołączyć do Country Clubu tenisa. Pomaga jej Max. Tymczasem Billy chce sprzedawać lemoniadę. Nora postanawia mu pomóc, tak więc i ona i Max zrobią dziś dobry uczynek... |                                                                          |                   |                                       |                      |                     |
| 36 | Kto zna Elektrysę? Who’s Your Mommy?                                     | Carl Lauten       | Anthony Q. Farrell                    | 2 marca 2015         | 7 września 2015     |
| Phoebe i Max organizują wyprzedaż garażową. Przypadkiem sprzedają małemu chłopcu dawny supergadżet ich mamy, elektrobat, który może być niebezpieczny, jeśli znajdzie się w niepowołanych rękach. Rodzeństwo musi go odzyskać, nim będzie za późno. |                                                                          |                   |                                       |                      |                     |
| 37 | Szybki szczurek The Amazing Rat Race                                     | Eric Dean Seaton  | Dicky Murphy                          | 3 marca 2015         | 11 września 2015    |
| Max zmienia Billy’ego w szczura, by ten wygrał wyścig gryzoni. Okazuje się, że chłopiec chce zostać nim już na zawsze. Tymczasem Phoebe idzie razem z Cherry na szkolną potańcówkę, a Hank i Barb próbują wyleczyć Norę ze strachu przed szczurami, kiedy jednak Billy wpada w sidła Daryla Szczurołapa, Nora musi przezwyciężyć swój lęk, by uratować brata. |                                                                          |                   |                                       |                      |                     |
| 38 | Urodziny taty Mall Time Crooks                                           | Robbie Countryman | Wesley Johnson i Scott Taylor         | 4 marca 2015         | 1 marca 2015        |
| Zbliżają się urodziny Hanka. Bliźnięta kupują mu zegarek, zaś Barb, Billy i Nora przygotowują przyjęcie. Z pozoru proste zadanie potrafi przerosnąć nawet Grzmotomocnych. - Nota: Jak na razie jest to jedyny odcinek Grzmotomocnych, którego polska premiera nastąpiła przed amerykańską. |                                                                          |                   |                                       |                      |                     |
| 39 | Zakumpluj się z Maxem It’s Not What You Link                             | Timothy Ryder     | Lisa Muse Bryant                      | 5 marca 2015         | 8 września 2015     |
| Phoebe postanawia zjednać ze sobą Maxa i Linka. Ma to zaskakujący finał. Tymczasem Hank znajduje sposób, by ukryć się przed żoną i idzie mu to bardzo dobrze. Stałą nieobecnością taty zaczynają się interesować Nora i Billy... |                                                                          |                   |                                       |                      |                     |
| 40 | Peleryna Cape Fear                                                       | Robbie Countryman | Wesley Johnson i Scott Taylor         | 9 marca 2015         | 10 września 2015    |
| Phoebe bardzo chce dostać specjalną pelerynę, przyznawaną superherosom za nadzwyczajne osiągnięcia. Wymyka się jednak na imprezę, na którą rodzice surowo zabronili jej iść. Używa tam telekinezy żeby uratować chłopaka, przed upadkiem z drabiny. Hank i Barb dowiadują się o niesamowitym ratunku przedstawionym w telewizji jako niezwykły wiatr i podejrzewają, że Phoebe nie zastosowała się do zakazu. Z pomocą brata udaje jej się wybrnąć z sytuacji, ma to jednak nieprzewidywalne skutki. Tym czasem Nora i Billy, próbują pobić rekord Hanka, w najdłuższej ilości dni spędzonych na dworze. |                                                                          |                   |                                       |                      |                     |
| 41 | Tajemnica dziennikarska Call of Lunch Duty                               | Trevor Krischner  | Dan Serafin                           | 10 marca 2015        | 14 września 2015    |
| Phoebe ma za zadanie napisać artykuł na zajęcia z dziennikarstwa. Dziewczyna ma dobry pomysł, lecz niestety jej plany krzyżuje Max. Tymczasem Billy i Nora zaczynają wierzyć, że pani Wong jest kosmitką i przybyła do Skrytowic z odległej planety... |                                                                          |                   |                                       |                      |                     |
| 42 | Hicior One Hit Thunder                                                   | Shannon Flynn     | Sean W. Cunningham i Mark Dworkin     | 11 marca 2015        | 15 września 2015    |
| Max dowiaduje się o tym, że Link posiada 11 palców u nóg. Postanawia wykorzystać ten fakt, by rozdzielić siostrę ze Złomocnym. Tymczasem Doktor Colosso uważa buty Barb, Hanka, Nory i Billy’ego za własny nocnik, więc ci postanawiają dać mu nauczkę. Pod koniec tego odcinka kończy się przyjaźń Maxa i Linka. *Początkowo, w wersji amerykańskiej odcinek miał mieć tytuł „One Hit Wonder”. |                                                                          |                   |                                       |                      |                     |
| 43 | Praca zespołowa The Girl with the Dragon Snafu                           | Eric Dean Seaton  | Dan Cross i David Hoge                | 25 marca 2015        | 16 września 2015    |
| Phoebe ma za zadanie przygotować projekt na historię razem z Evanem, Sarah i Tylerem. Woli jednak pracować z innymi, popularnymi dziewczynami. Postanawia zamienić się z Maxem, który również zobowiązany do projektu woli robić go z Sarah, gdyż wie że zrobi ona wszystko za niego. Tymczasem Billy i Nora rywalizują z rodzicami, kto lepiej sprawdzi się w prowadzeniu domu. |                                                                          |                   |                                       |                      |                     |
| 44-45 | Narodziny superheroski A Hero is Born                                    | Jonathan Judge    | Dan Serafin i Jed Spingarn            | 28 marca 2015        | 17/18 września 2015 |
| Od jakiegoś czasu Barb zaczyna dziwne się zachowywać. Hank robi jej testy i okazuje się, że spodziewa się dziecka. Billy i Nora muszą iść do sklepu, by kupić rzeczy dla dzidziusia. Nora boi się, że maluch zajmie jej miejsce w rodzinie i nikt nie będzie zwracał już na nią uwagi. Tymczasem Max konstruuje nowe urządzenie, które zmienia Doktora Colosso ponownie w człowieka, a Phoebe idzie razem z Cherry na podwójną randkę, jednak chłopak, z którym musi siedzieć jest dziwny i miksuje jedzenie przed spożyciem.                                                                            |                                                                          |                   |                                       |                      |                     |

### Seria 3 (2015-16)
| 46 | Kto kogo kiedy i gdzie? Phoebe Vs. Max: The Sequel                | Bob Koherr              | Sean W Cunningham i Marc Dworkin       | 27 czerwca 2015      | 10 stycznia 2016     | 302 |
| Chloe nagle staje się czteroletnim dzieckiem. Nie potrafi już wytwarzać bąbelków. Doktor bada ją i oznajmia, że jej nową supermocą jest supersiła, teleportacja lub potężny wrzask. W międzyczasie Phoebe, która triumfuje przed Maxem po tym, jak uratowała go przed Królem Krabem, zakłada się z nim, że jest lepszą superheroską niż on łotrem, a chłopak nie daje za wygraną i próbuje zaistnieć u Mrocznego Chaosu. Niestety, okazuje się, że jego wspólnik nie odróżnia kwasu azotowego od cytrynowego...Tymczasem Billy łapie flamingową grypę, bo boi się wziąć superpająka. Nie chce jednak, by Chloe się o tym dowiedziała. Chłopiec jest dla niej prawdziwym bohaterem... - Ten odcinek posiada trzy różne zakończenia, jednak w wersji polskiej usunięto dwa z nich. - Pierwsze zakończenie, użyte przez Nickelodeon, pokazuje, że Billy boi się wziąć super robaka, a Chloe teleportuje się do Billy’ego i go pociesza. - Drugie zakończenie pokazuje, że Billy musi otworzyć słoik na ogórki i poprosić Hanka, by otworzył go, po czym Chloe otwiera go z dźwiękowym krzykiem. - Trzecie zakończenie pokazuje siłowanie się na rękę Hanka i Chloe, przy czym Chloe z ogromną siłą łamie stół pod spodem, ale obwinia Hanka za nieszczęście. |                                                                   |                         |                                        |                      |                      |     |
| 47 | Prosto do tarczy On the Straight and Arrow                        | Shannon Flynn           | Dan Cross i David Hodge                | 11 lipca 2015        | 17 stycznia 2016     | 301 |
| Rodzice pozwalają Cherry zdawać na prawo jazdy, jeśli zda test łuczniczy. Phoebe chce jej pomóc za pomocą telekinezy, jednak jak zwykle pojawia się Max i krzyżuje plany. Tymczasem Hank i Barb, zajęci małą Chloe, która ciągle gdzieś znika, nie zauważają, że nie jest sobota, tylko czwartek. Billy i Nora postanawiają wykorzystać to, by nie iść do szkoły. |                                                                   |                         |                                        |                      |                      |     |
| 48 | Przyjaciółka Linka Why You Buggin’?                               | Eric Dean Seaton        | Jed Spingarn                           | 18 lipca 2015        | 24 stycznia 2016     | 303 |
| Phoebe zapoznaje się z przyjaciółką Linka, Quinn. Dziewczyna grozi Phoebe i uważa, że jest jedyną przeszkodą na drodze jej i Linka. Za to zakochuje się w niej Max. Link i Phoebe oraz Max i Quinn idą razem na podwójną randkę. W lodziarni okazuje się, że Quinn to żywiący się sałatką z mango insekt. Teraz Phoebe musi udowodnić to Linkowi. |                                                                   |                         |                                        |                      |                      |     |
| 49 | Szkolne kradzieże Exit Stage Theft                                | Robbie Countryman       | Lisa Muse Bryant                       | 25 lipca 2015        | 31 stycznia 2016     | 304 |
| Cherry nie może znaleźć swojego laptopa. Phoebe postanawia odnaleźć łobuza, który go ukradł. Okazuje się, że to trzy wredne dziewczyny. Max boi się, że przez swoich kolegów zmięknie mu serce, więc kończy z nimi przyjaźń i odchodzi z kapeli. Tymczasem Billy jest smutny, gdy Nora zaczyna spędzać mnóstwo czasu z Chloe i zapomina o nim. By wzbudzić w siostrach zazdrość, wymyśla fikcyjnego kolegę z Włoch... W międzyczasie Hank i Barb postanawiają obejrzeć zaległe odcinki ulubionego serialu. |                                                                   |                         |                                        |                      |                      |     |
| 50 | Grzmotomocny Śmig Are You Afraid of the Park?                     | Robbie Countryman       | Dan Serafin                            | 30 września 2015     | 7 lutego 2016        | 305 |
| Rodzice chcą jechać z dziećmi na superszybki Grzmoto-Śmig, ale Phoebe i Max boją się na nim zjeżdżać, więc kiedy wszystkie ich sposoby zawodzą, postanawiają skłócić ze sobą Billy’ego i Norę, by wycieczka nie doszła do skutku. Później jednak bardzo tego żałują i starają się naprawić swój błąd. Tytuł jest parodią słów „Are you afraid of the dark?”, czyli „Czy boisz się ciemności?”. |                                                                   |                         |                                        |                      |                      |     |
| 51 | Zło nie śpi Evil Never Sleeps                                     | Sean Mulcahy            | Anthony Q. Farrell                     | 7 października 2015  | 14 lutego 2016       | 306 |
| Liga Herosów każe Phoebe schwytać łotra, którym jest Złomocny. Dziewczyna boi się jednak, że może stracić Linka aresztując jego tatę. Tymczasem Max rozpoczyna staż u Złomocnego. Jest pewien, że nowa praca pomoże mu stać się lepszym łotrem. W międzyczasie Billy i Nora próbują wymienić garderobę Chloe na bardziej stylową, jednak dziewczynce wcale się to nie podoba. Za to Hank zakochuje się w meblu w sklepie Mike’a, jednak zbyt długo nie może się zdecydować, czy go kupić i okazja ucieka mu sprzed nosa. |                                                                   |                         |                                        |                      |                      |     |
| 52 | Inni bliźniacy Doppel-Gamers                                      | Jonathan Judge          | Wesley Jermaine Johnson i Scott Taylor | 14 października 2015 | 21 lutego 2016       | 308 |
| Phoebe i Max chcą iść na festyn gier wideo. Jednak rodzice chcą, by zabrali Billy’ego i Norę do parku. Bliźnięta postanawiają wziąć ich ze sobą na festyn. Dzieci jednak uważają, że nie będą się tam dobrze bawić. Do czasu, aż poznają Fefe i Matta – bliźnięta, które później okazują się oszustami. Tymczasem Doktor Colosso pomaga Barb i Hankowi pokonać niezbitą Chloe w kręgle... |                                                                   |                         |                                        |                      |                      |     |
| 53 | Eko-Młodzież Floral Support                                       | Timothy Ryder           | Sean W. Cunningham i Mark Dworkin      | 21 października 2015 | 28 lutego 2016       | 309 |
| Phoebe zapisuje się do kółka Eko-Młodzieży. Max też do niego dołącza, ale tylko po to, by dostać klucze do wszystkich pomieszczeń w szkole i odzyskać swoją kronikę superłotra. Kiedy jednak okazuje się, że Allison rozdała już wszystkie klucze, Max do swojego podstępu postanawia wykorzystać Phoebe. Tymczasem Billy i Nora mają problem, ponieważ zapomnieli odłożyć nożyczek, więc Chloe obcięła sobie włosy. Tylko jak ukryć swoją nieodpowiedzialność przed rodzicami? Czy kapelusz wystarczy? |                                                                   |                         |                                        |                      |                      |     |
| 54 | Młodszy braciszek Patch Me If You Can                             | Trevor Kirschner        | Chase Heinrich & Micah Steinberg       | 28 października 2015 | 6 marca 2016         | 310 |
| Trwa Halloween. Phoebe zajmuje się Harrisem, młodszym bratem Linka, podczas gdy ten przygotowuje mu przyjęcie-niespodziankę. Kiedy jednak chłopiec wkłada opaskę Maxa ze złowilinium, zmienia się nie do poznania i nikt nie może go ujarzmić. Tymczasem Nora ćwiczy nową technikę strzelania laserami. Kiedy jednak prawie trafia nimi Chloe, zaczyna bać się ich używać. |                                                                   |                         |                                        |                      |                      |     |
| 55 | Link super-heros Give Me a Break-Up                               | Leonard R. Garner, Jr.  | Dicky Murphy                           | 4 listopada 2015     | 20 marca 2016        | 307 |
| Link wreszcie ma szansę zostać superbohaterem. Niestety, wiąże się to z jego wyjazdem do Hongkongu. Phoebe nie chce rozstania z ukochanym i stara się uczynić ostatni dzień, gdy mogą być razem najlepszym dniem ich życia. Tymczasem Max chce, by Billy i Nora wzięli udział w kulinarnym show i pokonali panią Wong. Chłopak chce się zemścić na sąsiadce za kradzież przepisu na chilli. |                                                                   |                         |                                        |                      |                      |     |
| 56 | To nie jest świat dla starych mentorów No Country for Old Mentors | Trevor Kirschner        | Dan Cross i David Hoge                 | 11 listopada 2015    | 2 kwietnia 2016      | 312 |
| Phoebe dostaje się do programu szkoleniowego da super herosów. Chce, żeby jej ulubiony heros został jej mentorem. Jednak jej sumienie podpowiada, żeby na mentora wybrała swego ojca. Billy i Nora gubią swoje rzeczy. Z czasem odkrywają, że Barb też gubi swoje rzeczy. Postanawiają dać jej nauczę. |                                                                   |                         |                                        |                      |                      |     |
| 57 | Młode ONZ Date Expectations                                       | Carl Lauten             | Anthony Q. Farrell i Dicky Murphy      | 18 listopada 2015    | 30 czerwca 2016      | 311 |
| W szkole Phoebe odbywają się nocne zajęcia. Za najlepszy projekt jest nagroda. Phoebe boi się jednak, iż pokona ją Allison, nowa bystrzacha w klasie. Postanawia umówić ją z Maxem i wkręca ich obojga. Gdy orientują się co się stało, postanawiają połączyć siły, by się zemścić. Tymczasem Billy, Nora oraz Bułek, który się nimi opiekuje, przez nieporozumienie, są przekonani, że Chloe wyleciała w kosmos. |                                                                   |                         |                                        |                      |                      |     |
| 58 | Gry rodzinne He Got Game Night                                    | Jonathan Judge          | Lisa Muse Bryant                       | 13 lutego 2016       | 28 sierpnia 2016     | 315 |
| Hank i Barb organizują w domu wieczór gier. Podczas kręcenia kołem fortuny okazuje się, że do wygrania jest samochód. Rodzice nie chcą go kupować, więc wymyślają różne podstępy. Phoebe jest w drużynie z Chloe, Billy z Norą, a Max z Doktorem Colosso, jednak wymienia go na Allison, co wcale nie podoba się zwierzakowi. Tymczasem Billy i Nora koniecznie chcą wygrać auto, więc używają urządzenia Maxa, żeby Nora była super-inteligentna, ale coś się psuje i najpierw staje się głupia, a potem przestawia na język francuski. |                                                                   |                         |                                        |                      |                      |     |
| 59 | Pocałuj mnie, Nate Kiss Me Nate                                   | Leonard R. Gardner, Jr. | Wesley Jermaine Johnson i Scott Taylor | 2 kwietnia 2016      | 4 września 2016      | 316 |
| Allison, dziewczyna Maxa, otrzymuje rolę w szkolnej sztuce. Niestety, okazuje się, że w ostatniej scenie jej postać ma całować się z innym chłopakiem i jeszcze do tego szkolnym przystojniakiem. Max próbuje wszelkich sposobów, by temu zapobiec; od nakręcania Phoebe aż po pracę przy filmie. Tymczasem Billy i Nora marzą o kartonowym domku do zabawy. W tym celu podpuszczają rodziców. |                                                                   |                         |                                        |                      |                      |     |
| 60 | Niańcząc Dułek Dog Day After-School                               | Jonathan Judge          | Anthony Q. Farrell                     | 4 czerwca 2016       | 11 września 2016     | 318 |
| Billy i Nora desperacko próbują odzyskać skonfiskowany im w szkole tablet, który jest własnością mamy. Phoebe stara się udowodnić innym, że może być tak przebiegła jak Max. |                                                                   |                         |                                        |                      |                      |     |
| 61 | Kawalarz Original Prankster                                       | Trevor Kirschner        | Dan Serafin                            | 11 czerwca 2016      | 12 listopada 2016    | 321 |
| Alison uważa, że Max swoimi żartami robi wszystkim przykrość. Chłopak jednak nie słucha dziewczyny. Wkrótce czeka go nauczka. Phoebe przekonuje Grzmotomocnych aby pomogli pani Wong, by zyskać jej zaufanie. Jednak wkrótce sąsiadka zaczyna ich wykorzystywać. |                                                                   |                         |                                        |                      |                      |     |
| 62 | Szalony Szlaban Chutes and Splatters                              | Trevor Kirschner        | Lisa Muse Bryant                       | 25 czerwca 2016      | 25 września 2016     | 323 |
| Phoebe ma szlaban wychodzenia na dwór. Z domu może wychodzić tylko, gdy ma do spełnienia ważną misję. Dzwoni do Prezydentki Kopniak, która prosi ją o zaopiekowanie się Simone. Zadanie jest trudniejsze niż się wydawało. Billy, Nora i Chloe chcą mieć własne zwierzątko. Jednak najpierw muszą udowodnić, że są na tyle odpowiedzialni, żeby się nim zaopiekować. |                                                                   |                         |                                        |                      |                      |     |
| 63 | Afera zdjęciowa I’m Gonna Forget You, Sucka                       | Robbie Countryman       | David Hoge i Dan Cross                 | 9 lipca 2016         | 2 października 2016  | 317 |
| Mroczny Chaos twierdzi, że Max ma problem z wykonywaniem złych uczynków, ponieważ ma słodką twarz. Chłopak postanawia więc to „naprawić” za pomocą lasera, który zrobi mu brodę. Niestety przypadkiem laserem dostaje...Nora, której podoba się pewien chłopak, Owen, ale przecież nie pokaże mu się z mega brodziskiem...Tymczasem Phoebe ma większy problem: kiedy razem z Cherry robią sobie selfie na konkurs przyjaźni zaliczają skuchę, ponieważ na zdjęciu widać portret Grzmotomocnych w strojach superherosów. Na szczęście dziewczynom udaje się anulować wysłanie zdjęcia, jednak prezydentka Kopniak jest wściekła, gdyż Phoebe naraziła rodzinę na niebezpieczeństwo i dopóki Rada Superherosów nie wymyśli jak to naprawić dziewczyna ma zakaz kontaktów z Cherry. Czy jej się to uda i co z tym wszystkim ma wspólnego Evan, a raczej Lucjusz, i jego iguana? |                                                                   |                         |                                        |                      |                      |     |
| 64 | Pobij rodziców Beat the Parents                                   | Jonathan Judge          | Lisa Muse Bryant i Nora Sullivan       | 16 lipca 2016        | 9 października 2016  | 326 |
| Allison uważa, że Max spędza mniej czasu z jej rodzicami. Kiedy do nich przychodzi, nie pozwalają mu się spotykać z Allison. Chłopak musi udowodnić, że jest odpowiedzialny, by się z nią spotykać. Tymczasem Billy i Nora pokazują Chloe bajkę, po której rozrabia. |                                                                   |                         |                                        |                      |                      |     |
| 65 | Idealny chłopak Can’t Spy Me Love                                 | Eric Dean Seaton        | Dicky Murphy                           | 23 lipca 2016        | 16 października 2016 | 322 |
| Phoebe poznaje nowego chłopaka. Używa aplikacji „Znajdź zbója” żeby go odnaleźć. Zostaje przyłapana przez Prezydentkę Kopniak, przez co wpada w poważne tarapaty. Tymczasem Billy, Nora i Max przebierają się za ninja, żeby zarobić na deskorolkę. Kiedy Max zostaje wybrany na ninja, musi się wymknąć z domu, aby Billy i Nora go nie przyłapali. |                                                                   |                         |                                        |                      |                      |     |
| 66 | Phoebe Hood: Księżniczka złodziei Robin Hood: Prince of Pheebs    | Jonathan Judge          | Chris Atwood                           | 30 lipca 2016        | 23 października 2016 | 325 |
| Phoebe jest zazdrosna, gdy Chloe mówi, że Max jest lepszy niż ona. Opowiada jej historię o Phoebe Hoodzie. Wtedy uważa, że Max jest gorszy i teleportuje go na Antarktydę. |                                                                   |                         |                                        |                      |                      |     |
| 67 | Ciotka Psotka Aunt Misbehavin                                     | Jonathan Judge          | Sean W. Cunningham i Marc Dworkin      | 6 sierpnia 2016      | 30 października 2016 | 319 |
| Max urządza spotkanie swojej kapeli, ale Phoebe nie przychodzi, gdyż organizuje własne przyjęcie. Jakby tego było mało, to nikt nie zjawia się na spotkaniu, ponieważ wszyscy są na przyjęciu Phoebe. Max jest urażony, że siostra tak go olała, jednak nie chce dać tego po sobie poznać. Tymczasem podobne problemy przeżywa Barb. Superheroska ma urodziny, i chce, żeby jako prezent bliźnięta w końcu przestały się kłócić. Ci jednak postanawiają sprawić jej lepszy prezent, jakim jest wizyta siostry... A co tam u Billy’ego i Nory? Otóż dzieciaki muszą szybko wykombinować, jak zdobyć tort za 100$, zaś Chloe i Hank popadają w bardzo dziwny nałóg... |                                                                   |                         |                                        |                      |                      |     |
| 68 | Kto nas okradł? Stealing Home                                     | Eric Dean Seaton        | Sean W. Cunningham i Marc Dworkin      | 13 sierpnia 2016     | 6 listopada 2016     | 324 |
| Dom Grzmotomocnych został okradziony. Wszystko przez Phoebe i Hanka, którzy wymykają się z domu. Max mówi, że wie gdzie są wszystkie skradzione rzeczy. Jednak najpierw muszą zostać jego osobistymi sługami. Tymczasem reszta rodziny udaje się do restauracji. Dowiadują się, że pani Wong organizuje tam konkurs. Wkrótce zaczynają ze sobą rywalizować. |                                                                   |                         |                                        |                      |                      |     |
| 69 | Powrót do szkoły Back to School                                   | Robbie Countryman       | Jed Spingarn                           | 13 sierpnia 2016     | 13 listopada 2016    | 320 |
| Phoebe i Max muszą wrócić do szkoły superherosów, by dokończyć egzaminy. Niestety trafiają na nauczyciela, któremu oboje się narazili. Tymczasem Hank i Nora uczestniczą w debacie, gdyż kandydują na prezydenta rodziny. |                                                                   |                         |                                        |                      |                      |     |

### Odcinki Specjalne (2016)
| 70-71 | Grzmotomocni: Ujawniony Sekret Thundermans: Secret Revealed | Jonathan Judge | Jed Spingarn i Dan Serafin | 10 października 2016 | 10 grudnia 2016 | 997 |
| Phoebe pomaga w organizacji szkolnego balu. W tym samym czasie zostaje oficjalną superbohaterką o pseudonimie Grzmotopanna. Niestety jej tożsamość zostaje odkryta, co naraża ją na poważne niebezpieczeństwo. Tymczasem Max zostaje wystawiony na ciężką próbę przed Mrocznym Chaosem. (Odcinek składa się z dwóch części) |                                                             |                |                            |                      |                 |     |

### Seria 4 (2016-17)
| 72 | Happy Halloween                                         | Eric Dean Seaton      | Wesley Jermaine Johnson i Scott Taylor | 22 października 2016 | 26 marca 2017                                             | 405     |
| Hank i Barb chcą spędzić Halloween z całą rodziną, ale Max i Phoebe planują w tym czasie iść na imprezę. Niespodziewanie jednak plany Grzmotomocnych psuje burza, która zmusza wszystkich do pozostania w domu. Sytuację wykorzystuje doktor Colosso, który organizuje wieczór strasznych historii. Stawia sobie za cel przestraszenie każdego z Grzmotomocnych. Pod koniec odcinka okazuje się, że jedynymi, których nie przestraszyły historie Colossa, są Max i Phoebe. |                                                         |                       |                                        |                      |                                                           |         |
| 73 | Szkodliwość sławy Thundermans: Banished!                | Jonathan Judge        | Jed Spingarn i Dan Serafin             | 19 listopada 2016    | 2 kwietnia 2017                                           | 996-60  |
| Część pierwsza: Po ujawnieniu rodzinnej tajemnicy, Grzmotomocni znajdują się w centrum niechcianego zainteresowania ze strony mediów. Billy i Nora próbują wykorzystać sławę na swoją korzyść, a Max i Phoebe kłócą się o to, kto z nich jest lepszym superbohaterem - w efekcie cała czwórka ściąga na siebie kłopoty. Superprezydent Kopniak decyduje, że Grzmotomocni muszą opuścić Skrytowice. Część druga: Grzmotomocni zostają wysłani na Antarktydę, a na ich miejsce ma się wprowadzić rodzina Sokolskich. Max i Phoebe łamią zakaz superprezydent Kopniak i wracają do Skrytowic, aby zobaczyć, co stało się z ich przyjaciółmi. Odkrywają, że córka nowych domowników, Cuksia Sokolska, planuje zahipnotyzować mieszkańców Skrytowic i przejąć nad nimi kontrolę. Podejmują z nią walkę. |                                                         |                       |                                        |                      |                                                           |         |
| 74 | Duch załogi Smells Like Team Sprit                      | Eric Dean Seaton      | Sean W. Cunningham i Marc Dworkin      | 7 stycznia 2017      | 16 kwietnia 2017                                          | 402     |
| Maxowi nie podoba się, że Phoebe ułożyła mu cały plan dnia i zamęcza go treningami. Phoebe z kolei oskarża Maxa o bycie egoistą. Hank i Barb próbują pogodzić bliźnięta, co okazuje się bardzo trudnym zadaniem. Jeśli Max i Phoebe chcą dołączyć do Załogi, muszą nauczyć się współpracować. |                                                         |                       |                                        |                      |                                                           |         |
| 75 | Zbrodnioskop Max to the Future                          | Trevor Kirschner      | Dicky Murphy                           | 14 stycznia 2017     | 23 kwietnia 2017                                          | 406     |
| Phoebe tworzy listę talentów, którą ma później zaprezentować Załodze. Jednak na liście znajdują się tylko jej talenty. Dziewczyna nie zgadza się na wpisanie na listę zdolności do tworzenia wynalazków jako talentu Maxa, gdyż jego wynalazki zawsze się psują. By udowodnić siostrze, że się myli, Max tworzy Zbrodnioskop - urządzenie zdolne przewidzieć popełnienie przestępstwa. Gdy wszystko wskazuje na to, że to tylko kolejny nieudany eksperyment, Max decyduje się sfingować popełnienie przestępstwa, aby udowodnić skuteczność swojego dzieła. Niespodziewanie okazuje się, że Zbrodnioskop naprawdę działa... |                                                         |                       |                                        |                      |                                                           |         |
| 76 | Rocznica ślubu Better Off Wed                           | Lynn McCracken        | Jeny Quine                             | 21 stycznia 2017     | 30 kwietnia 2017                                          | 407     |
| Zbliża się 20 rocznica ślubu Hanka i Barb. Podczas gdy ich dzieci zastanawiają się nad prezentem dla rodziców, uświadamiają sobie, że nigdy nie widzieli żadnej fotografii z ich ślubu. Hank i Barb opowiadają im historię, jak to Colosso popsuł im ślub zamieniając ich w kozy przy użyciu Animalizera. Grzmotomocni postanawiają zorganizować swoim rodzicom kolejny ślub, mając nadzieję, że ten będzie bardziej udany niż poprzedni. Gdy dowiaduje się o tym Colosso, postanawia powtórzyć swoją akcję sprzed 20 lat i zamienić wszystkich Grzmotomocnych w zwierzęta. |                                                         |                       |                                        |                      |                                                           |         |
| 77 | Prehigolfowe pole Parks & T-Rex                         | Leonard R. Garner Jr. | Genna Ryan                             | 28 stycznia 2017     | 15 maja 2017                                              | 409     |
| Phoebe orientuje się, że przez ciągłe treningi superbohaterki przegapiła sporo rodzinnych wyjść. By nadrobić zaległości, postanawia zabrać swoją rodzinę na Prehigolfowe Pole. Kiedy okazuje się, że park jest już zamknięty, Phoebe kradnie klucze, aby tylko nie przyznać się, że jej pomysł okazał się klapą. |                                                         |                       |                                        |                      |                                                           |         |
| 78 | Chłopak last minute Date of Emergency                   | Eric Dean Seaton      | Lisa Muse Bryant                       | 4 lutego 2017        | 9 kwietnia 2017                                           | 401     |
| Kiedy Max i Allison oraz Ostryg i Cherry zaczynają chodzić na podwójne randki, Phoebe czuje się odsunięta na boczny tor. Postanawia znaleźć sobie chłopaka, aby móc wybrać się z przyjaciółmi na potrójną randkę. |                                                         |                       |                                        |                      |                                                           |         |
| 79 | Orange Is the New Max                                   | Trevor Kirschner      | Keith Wagner                           | 18 lutego 2017       | 26 września 2017                                          | 411     |
| Max dostaje od superprezydent Kopniak zadanie specjalne: jako nawrócony superłotr ma udać się do poprawczaka w Metroburgu na pogadankę z trudną młodzieżą. Colosso przekonuje Phoebe, że jak tylko Max będzie miał styczność z młodocianymi łotrami, przypomni sobie czasy jak sam był superłotrem i od nowa stanie się zły. Pełna podejrzeń Phoebe, udając, że sama dostała od superprezydent Kopniak misję, postanawia towarzyszyć bratu podczas wyjazdu do Metroburga, aby mieć go na oku. |                                                         |                       |                                        |                      |                                                           |         |
| 80 | Niech mnie wyrzucą Ditch Perfect                        | Trevor Kirschner      | Chase Heinrich i Micah Steinberg       | 25 lutego 2017       | 7 maja 2017                                               | 408     |
| Przez ciągłe treningi z siostrą Max zaniedbuje kapelę. Kiedy Phoebe podsłuchuje, że jego przyjaciele chcą go wyrzucić, postanawia zrobić wszystko, aby do tego nie dopuścić. Niespodziewanie okazuje się, że sam Max robił wszystko, aby zostać wyrzuconym i móc skupić się na swoim nowym celu - dostaniu się do Załogi. |                                                         |                       |                                        |                      |                                                           |         |
| 81 | May Z-Force Be with You                                 | Robbie Countryman     | Sean W. Cunningham i Marc Dworkin      | 4 marca 2017         | 19 maja 2017                                              | 410     |
| Max denerwuje się, że Phoebe traci czas na pomaganie Cherry w błahych sprawach, zamiast przygotowywać się na spotkanie z wysłannikiem Załogi. Kiedy podczas jednej z takich „misji ratunkowych” Phoebe doznaje urazu nogi i szyi, wpada na pomysł, aby Cherry ucharakteryzowała się na nią i udawała ją podczas spotkania. Niespodziewanie dochodzi do poważnej awarii, a jako że wszyscy członkowie Załogi przebywają aktualnie na misji, rekruter chce, aby to właśnie Max i Phoebe (Cherry) udali się z nim na miejsce katastrofy i zapobiegli nieszczęściu. |                                                         |                       |                                        |                      |                                                           |         |
| 82 | 21 Dump Street                                          | Robbie Countryman     | Lisa Muse Bryant                       | 3 czerwca 2017       | 3 października 2017                                       | 414     |
| Allison zrywa z Maxem, który z tego powodu popada w depresję. Aby poprawić mu humor, Phoebe próbuje umówić go z nową liderką Zielonych, Molly, która jest do Allison bardzo podobna, zarówno fizycznie, jak i pod względem charakteru. Niespodziewanie Molly kradnie doktora Colosso i oddaje go na Targi Adopcji Zwierząt, gdyż uważa, że Grzmotomocni źle go traktują. Colossa adoptuje dyrektor Bradford. Max i Phoebe próbują go odzyskać. |                                                         |                       |                                        |                      |                                                           |         |
| 83 | Super oszuści Super Dupers                              | Leonard R.Garner Jr.  | Dicky Murphy                           | 10 czerwca 2017      | 10 października 2017                                      | 415     |
| Po tym jak Gideon doniósł na dyrektora do kuratorium, Bradford chce się na nim zemścić. Phoebe daje Gideonowi swoją bransoletkę wmawiając mu, że potęgowała ona jej supermoce, kiedy jeszcze była Grzmotopanną. Kiedy w wyniku interwencji Maxa i Phoebe Gideon nabiera pewności, że dzięki bransoletce stał się superherosem, Max i Phoebe próbują mu ją odebrać. |                                                         |                       |                                        |                      |                                                           |         |
| 84 | Złe moce Come What Mayhem                               | Jonathan Judge        | Sean W. Cunningham i Marc Dworkin      | 17 czerwca 2017      | 17 października 2017                                      | 418     |
| Zbliża się rozdanie nagród, na którym Hank i Barb mają otrzymać Platynową Pelerynę. Max przypomina sobie, że kiedy jeszcze był zły, podłożył bombę śmierdzącą, która ma eksplodować podczas uroczystości. Postanawia skonstruować laser, który zneutralizuje bombę. Phoebe, która nie wierzy w powodzenie planu Maxa, pomimo jego sprzeciwu używa mocy Mrocznego Chaosa aby rozbroić bombę. |                                                         |                       |                                        |                      |                                                           |         |
| 85 | Grzmoty w raju Thunder in Paradise                      | Jonathan Judge        | Jed Spingarn i Dan Serafin             | 24 czerwca 2017      | 24 października 2017 (Część 1) 7 listopada 2017 (Część 2) | 995     |
| Część pierwsza: Po przejęciu mocy Mrocznego Chaosa, Phoebe ma koszmary senne. Udaje się do więzienia dla superzłoczyńców, gdzie Mroczny Chaos mówi jej, że przejmując jego moce, sama stanie się zła. Niedługo później zło całkowicie przejmuje kontrolę nad Phoebe. Kiedy rodzina Grzmotomocnych udaje się na wakacje na Hawaje, Phoebe stara się znaleźć Szlochający Wulkan, pod którym Mroczny Chaos ukrył broń mającą mu pomóc w przejęciu kontroli nad światem. Max, Billy i Nora próbują ją powstrzymać. Część druga: Hank i Barb, zaalarmowani przez Chloe, ratują uwięzionych Maxa, Norę i Billy’ego. Grzmotomocni stają do walki ze złą Phoebe, ale zostają pokonani. Max naprawia kulę i z pomocą Nory i Barb odbiera Phoebe moce Mrocznego Chaosa. Teraz Max i Phoebe muszą powstrzymać wybuch wulkanu wypełnionego Złowexium, które może pozbawić wszystkich superbohaterów ich mocy, a Hank musi stoczyć walkę z robotem o imieniu Destructo, który stara się wykorzystać na swoją korzyść wywołane przez Phoebe zamieszanie. |                                                         |                       |                                        |                      |                                                           |         |
| 86 | Zapamiętać dawny taniec Save the Past Dance             | Robbie Countryman     | Anthony Q.Farrell                      | 18 listopada 2017    | 21 maja 2018                                              | 427     |
| Na dworze wieje straszne wietrzysko, toteż Phoebe, Max, Billy i Nora próbują namówić rodziców, by móc nie iść do szkoły. Barb i Hank cały czas bronią się historią o niejakim Henryku Skrytowickim III, który to każdego dnia chodził do szkoły, nawet 4 listopada 1955 roku. Według historii, pokonał wtedy niedźwiedzia za pomocą ołówka, a następnie wygrał konkurs taneczny. Rodzeństwo nie wierzy w tę legendę, więc z pomocą wehikułu czasu kuzyna Bułka przenosi się do lat pięćdziesiątych, by przeszkodzić Henrykowi w pójściu do szkoły. Niestety okazuje się, że to co zrobili Grzmotomocni zmieniło całe Skrytowice, więc jeszcze raz muszą cofnąć się w czasie i naprawić swój błąd. |                                                         |                       |                                        |                      |                                                           |         |
| 87 | Grzmotogatki Z’s All That                               | Trevor Kirschner      | Wesley Jermaine Johnson & Scott Taylor | 6 stycznia 2018      | 22 maja 2018                                              | 417     |
| Jako ostatni warunek przyjęcia do Załogi, Phoebe i Max muszą się zając szkoleniem jakiegoś młodego superherosa. Bliźnięta zastanawiają się wybrać Billy’ego lub Norę na „małego Z”, ostatecznie wybierają Norę. Gdy chcą powiedzieć o tym Billy’emu, chłopiec pokazuje niezwykła zdolność superszybkiego machania kończynami, co wywołuje ogromny podmuch wiatru. Phoebe i Max stwierdzają, że moce Billy’ego są lepsze i zapewnią im więcej punktów, co pomoże im dostać się do Załogi. Kiedy Nora dowiaduje się, że rodzeństwo nie chce by była „małą Z”, postanawia z pomocą Colossa pokazać, że jej moce też są fajne. Tymczasem Hank zostaje wkręcony przez Bułka do promowania „Grzmotogatek”, ponieważ nie chce złamać swojej obietnicy. |                                                         |                       |                                        |                      |                                                           |         |
| 88 | Can’t Hardly Date                                       | Jody Margolin Hahn    | Dicky Murphy                           | 13 stycznia 2018     | 13 listopada 2018                                         | 430     |
| Phoebe i Max stwierdzają, że skoro podobają się Sarah i Gideonowi, mogą ich ze sobą umówić. Kiedy okazuje się, że Sarah ma wujka rockmana, Max postanawia ją odbić. |                                                         |                       |                                        |                      |                                                           |         |
| 89 | Zemsta Smith Revenge of the Smith                       | Trevor Kirchner       | Anthony Q.Farrell                      | 20 stycznia 2018     | 23 maja 2018                                              | 416     |
| W szkole ma zostać odsłonięty mural na cześć Maxa i Phoebe, upamiętniający ich zwycięstwo nad Mrocznym Chaosem. Max i Phoebe nie chcą czekać do odsłonięcia i podglądają mural wcześniej. Odkrywają, że zostali na nim przedstawieni w sposób bardzo niekorzystny. Okazuje się, że autorka muralu, Smith, ucierpiała podczas walki bliźniaków z Mrocznym Chaosem i teraz chce się na nich zemścić. Max i Phoebe starają się ją udobruchać w nadziei, że przemaluje swoje dzieło. |                                                         |                       |                                        |                      |                                                           |         |
| 90 | Survival i babski wieczór Nowhere to Slide              | Jody Margolin Hahn    | Genna Ryan                             | 27 stycznia 2018     | 24 maja 2018                                              | 424     |
| Hank, Max i Billy zakładają się z dziewczynami, że przetrwają jedną noc w dziczy. Pod ich nieobecność Barb postanawia urządzić dla swoich córek babski wieczór przypominający czasy, gdy sama była nastolatką. Phoebe i Nora nie są z tego powodu zadowolone, bo planowały obejrzeć maraton swojego ulubionego serialu. Colosso, którego udział został odrzucony zarówno przez męską, jak i przez żeńską część rodziny, postanawia odegrać się na wszystkich Grzmotomocnych. |                                                         |                       |                                        |                      |                                                           |         |
| 91 | W cieniu brata Significant Brother                      | Eric Dean Seaton      | Chase Heinrich & Micah Steinberg       | 3 lutego 2018        | 25 maja 2018                                              | 419     |
| Do Skrytowic przyjeżdża Perry, starszy brat Cherry. Dziewczyna jest z tego powodu niezadowolona, ponieważ ilekroć Perry gdzieś się pojawia, nikt nie zwraca na nią uwagi. Phoebe umawia się z Perrym na randkę, ale ze względu na przyjaciółkę ma wątpliwości, czy postąpiła słusznie. Tymczasem Max nie może znieść tego, że Nora i Billy są od niego lepsi w rzucaniu butelką. |                                                         |                       |                                        |                      |                                                           |         |
| 92 | Buty do tańca Rhythm & Shoes                            | Carl Lauten           | Nora Sullivan                          | 17 lutego 2018       | 28 maja 2018                                              | 423     |
| Do szkoły w Skrytowicach przybywa piosenkarka Cheyanne. Gdy przypadkiem słyszy stworzone przez Colosso remiksy jej piosenek, zachwycona chce poznać ich autora. Max, który pragnie zbliżyć się do dziewczyny, przypisuje sobie ich autorstwo. Tymczasem Phoebe i Cherry chcą zrobić sobie selfie z Cheyanne, ale jej ochroniarz nie pozwala im się do niej zbliżyć. Colosso tworzy dla dziewczyn specjalne buty do tańca, aby mogły dostać się do drużyny Cheyanne. Nikt nie wie, że Colosso jest w stanie manipulować tymi butami, aby zepsuć koncert Cheyanne i zemścić się na Maxie. |                                                         |                       |                                        |                      |                                                           |         |
| 93 | Wizyta dziadków Make it Pop Pop                         | Trevor Kirchner       | Chase Heinrich & Micah Steinberg       | 24 lutego 2018       | 14 listopada 2018                                         | 431     |
| Do Grzmotomocnych wpadają z wizytą rodzice Hanka. Phoebe bardzo się cieszy z tego powodu, ma bowiem nadzieję, że dziadek nauczy ją Rzutu Grzmotem. Niespodziewanie jednak dziadek całą swoją uwagę zaczyna poświęcać Maxowi. Zazdrosna Phoebe przypadkiem wygaduje się, że w ich domu mieszka też doktor Colosso. Dziadek Grzmotomocny, który z całego serca nie znosi superzłoczyńców, postanawia zesłać Colossa do Strefy Zawieszenia - miejsca, w którym superprzestępcy poddawani są najgorszym torturom. |                                                         |                       |                                        |                      |                                                           |         |
| 94 | Asystencik Side-Kicking and Screaming                   | Trevor Kirschner      | Lisa Muse Bryant                       | 3 marca 2018         | 29 maja 2018                                              | 425     |
| Hanka i Barb odwiedza ich dawny pomocnik, Asystencik. Max i Phoebe, którym misje superherosów wypełniają cały wolny czas, chcą, żeby Asystencik był teraz ich pomocnikiem. Rodzice nie wyrażają na to zgody, stwierdzając, że Grzmotobliźnięta nie potrafią się niczym dzielić i zachodzi obawa, że tak samo będzie w przypadku Asystencika. Max jednak podrabia podpis rodziców pod zgodą na zatrudnienie Asystencika. |                                                         |                       |                                        |                      |                                                           |         |
| 95 | Cookie Mistake                                          | Trevor Kirschner      | Sean W.Cunningham & Mark Dworkin       | 10 marca 2018        | 30 maja 2018                                              | 426     |
| Phoebe wygrywa wycieczkę do fabryki ciastek Słodkiej Babci Ciastko. Może zabrać ze sobą tylko jedną osobę. Jej wybór pada na Billy’ego, z którym dziewczyna spędza bardzo mało czasu. Max i Nora postanawiają włamać się do fabryki. |                                                         |                       |                                        |                      |                                                           |         |
| 96 | All the President’s Thunder-Men                         | Eric Dean Seaton      | Sona Panos                             | 17 marca 2018        | 15 listopada 2018                                         | 432     |
| Superprezydent Kopniak ma już dość Maxa i Phoebe, którzy ciągle zadręczają ją różnymi prośbami. Kiedy Grzmotobliźnięta po raz kolejny zawracają jej głowę, wściekła rezygnuje ze stanowiska i mianuje Hanka swoim następcą. Max i Phoebe są zachwyceni nową sytuacją, ponieważ teraz wszystkie ich zachcianki są natychmiast spełniane. Z czasem jednak nowa funkcja Hanka zamienia życie rodziny w koszmar. |                                                         |                       |                                        |                      |                                                           |         |
| 97 | Mad Maks - poza Grzmotodomem Mad Max Beyond Thunderhome | Trevor Kirschner      | Wesley Jermaine Johnson & Scott Taylor | 25 maja 2018         | 8 listopada 2018                                          | 428     |
| Max chce zbudować jacuzzi w swojej jaskini, ale rodzice nie chcą się na to zgodzić. Zdenerwowany Max wyprowadza się z domu i zamieszkuje u dziadka Gideona. Pod nieobecność Maxa Hank i Barb skupiają całą swoją uwagę na Phoebe. Dziewczyna ma tego dość, postanawia więc sprowadzić Maxa z powrotem. Kiedy jednak i jej rodzice zakazują czegoś, na co miała ochotę, decyduje się wyprowadzić tak jak Max. |                                                         |                       |                                        |                      |                                                           |         |
| 98 | Setna akcja The Thundreth                               | Eric Dean Seaton      | Jed Spingarn                           | 25 maja 2018         | 12 listopada 2018                                         | 429     |
| Superprezydentka Kopniak informuje Maxa i Phoebe, że wykonali już 99 misji. Kiedy Grzmotobliźnięta dowiadują się, że o setnej misji Hanka i Barb nakręcono film, mają nadzieję, że ich setna akcja także zostanie zekranizowana. Niedługo później superprezydentka Kopniak zleca im misję specjalną - mają złapać Profesora Meteora, który właśnie uciekł z więzienia, a którego Hank i Barb złapali właśnie podczas swojej setnej akcji. |                                                         |                       |                                        |                      |                                                           |         |
| 99 | W pętli czasu Looperheroes                              | Jonathan Judge        | David Hoge & Dan Cross                 | 25 maja 2018         | 10 listopada 2018                                         | 429     |
| Dzień przed sprawdzianem, który dzieli ich od przystąpienia do Załogi, Max i Phoebe orientują się, że utknęli w pętli czasu. Max sugeruje Phoebe, że aby ją opuścić, powinni spędzić ten dzień na zabawie (w liście od Załogi było napisane, aby się dobrze bawili). Kiedy nie przynosi to skutku, Phoebe dochodzi do wniosku, że opuszczą pętlę czasu dopiero wtedy, gdy uratują wszystkie osoby, które tego dnia miały kłopoty (w liście było też napisane, że prawdziwy superheros nigdy nie ma wolnego), co również nie rozwiązuje problemu. Okazuje się, że to za sprawą Maxa, który bał się sprawdzianu, on i Phoebe przeżywają w kółko ten sam dzień. |                                                         |                       |                                        |                      |                                                           |         |
| 100 | The Thunder Games                                       | Robbie Countryman     | Jed Spirgarn                           | 25 maja 2018         | 16 listopada 2018 (Część 1) 16 listopada 2018 (Część 2)   | 412-413 |
| Grzmotobliźnięta biorą udział w konkursie wejścia do legendarnej Załogi G-Force. Zmagają się z wieloma przeciwnikami i zaprzyjaźniają się z Balfordem. Jako jedyny spośród zawodników nie posiada żadnej wrodzonej zdolności, ale umie wszczepiać nanochipy kontroli umysłu. W czasie przerwy zapraszają go do swojego domu. Tam okazuje się, że Balford jest synem Doktora Colosso. Sfrustrowany i zszokowanych chłopak postanawia zemścić się na Maxie i Pheobe. Gdy odpada z konkursu, postanawia zaatakować rodzinę Grzmotomocnych. Tymczasem Max i Pheobe nie mają mocy bliźniąt, więc pokonawszy pozostałych przeciwników, walczą ze sobą. Ostatecznie wygrywa Max. Porzuca jednak Załogę żeby ratować rodzinę. Gdy Grzmotomocni mają już zginąć, para bliźniąt łapie się za ręce, wyzwalając ukrytą dotychczas moc bliźniąt. Pokonują Balforda. Superprezydentka Kopniak przyjmuje ich oboje do Załogi i mianuje ich jej szefami. Zatrudniają członków swojej rodziny i zmieniają nazwę na G-moc.                                   |                                                         |                       |                                        |                      |                                                           |         |

### Odcinek Specjalny (2018)
| 101        | The Final Four Preview | 22 maja 2018 | emitowany |
| brak opisu |                        |              |           |